# Времена года (Арчимбольдо)
«Времена года» (итал. l Quattro stagioni) — живописный цикл из четырех картин, созданный итальянским живописцем, представителем интернационального маньеризма Джузеппе Арчимбольдо (итал. Giuseppe Arcimboldo; 1527—1593) в 1563 году. Картины были подарены императору Максимилиану II в 1569 году вместе с циклом картин «Четыре стихии», написанном в 1566 году. Цикл 1573 года хранится в музее Лувра в Париже. Выполнен маслом на холсте. Размер каждой картины — 76 × 64 см.

## История
«Времена года», хранящиеся в Лувре — второй вариант цикла картин 1563 года. Из цикла 1563 года сохранились только две картины — «Зима» и «Лето», выставленные в Музее истории искусств в Вене. В 1573 году император Максимилианом II заказал Арчимбольдо копии «Времён года», чтобы сделать подарок своему другу и союзнику, курфюрсту Саксонии Августу в знак признательности за поддержку его сына Рудольфа, избранного на престол Священной Римской империи. Вот почему герб Саксонии, два скрещённых меча, появился на символическом плаще Зимы.

## Композиция и стиль
Картины цикла «Времена года» («Весна», «Лето», «Осень», «Зима») — аллегорические портреты четырёх времён года, символизирующие возрасты человека — юность, молодость, зрелость и старость (традиционная тема в истории изобразительного искусства). Портреты составлены из фруктов, овощей, цветов и других растительных элементов, характерных для каждого времени года. Таким образом, юная Весна вся состоит из трав и множества благоухающих цветов. Молодое пышное Лето, одетое в соломенную блузу, построено из фруктов и овощей. Осень в образе зрелого весёлого человека собрана из спелых фруктов и корнеплодов. И наконец, Зима — немощный старик, созданный из старого пня и покрытый символическим плащом из соломы. Эти точно выписанные элементы природы объединены художником в сложное антропоморфное целое. Каждую картину обрамляет цветочная гирлянда. Предположительно, цветочные обрамления были дописаны другим художником в XVII веке. Беспрерывный круговорот «Времён года» интерпретируют также в качестве символа стабильности господства династии Габсбургов перед лицом религиозных волнений и турецкой угрозы.
Стиль этих произведений уникален и не характерен для XVI столетия. Со временем портреты Арчимбольдо, безусловно связанные с эстетикой интернационального маньеризма и свидетельствующие об образованности художника, получили название «составленные головы» (фр. têtes composées). Их также относят к анаморфозам и разновидностям изобразительного гротеска.